# Николай Чавдаров
Николай Методиев Чавдаров е български футболист, вратар. Роден е на 22 април 1976 г. в Самоков. Висок е 184 см и тежи 78 кг. Играл е за Армеец, Мизия, Металург, Рилски спортист, Марек и Пирин Благоевград. През сезон 2011/12 не допуска попадение във вратата си в продължение на 682 минути.

## Статистика по сезони
- Металург - 1995/96 - В група, 17 мача
- Металург - 1996/97 - Б група, 28 мача
- Металург - 1997/98 - "A" група, 2 мача
- Металург - 1998/99 - "A" група, 1 мач
- Металург - 1999/ес. - Б група, 14 мача
- Рилски спортист - 2000/01 - В група, 24 мача
- Рилски спортист - 2001/02 - Б група, 10 мача
- Рилски спортист - 2002/03 - "A" група, 19 мача
- Марек - 2003/04 - "A" група, 27 мача
- Марек - 2004/05 - "A" група, 12 мача
- Марек - 2005/06 - "A" група, 15 мача